# 수혈주거

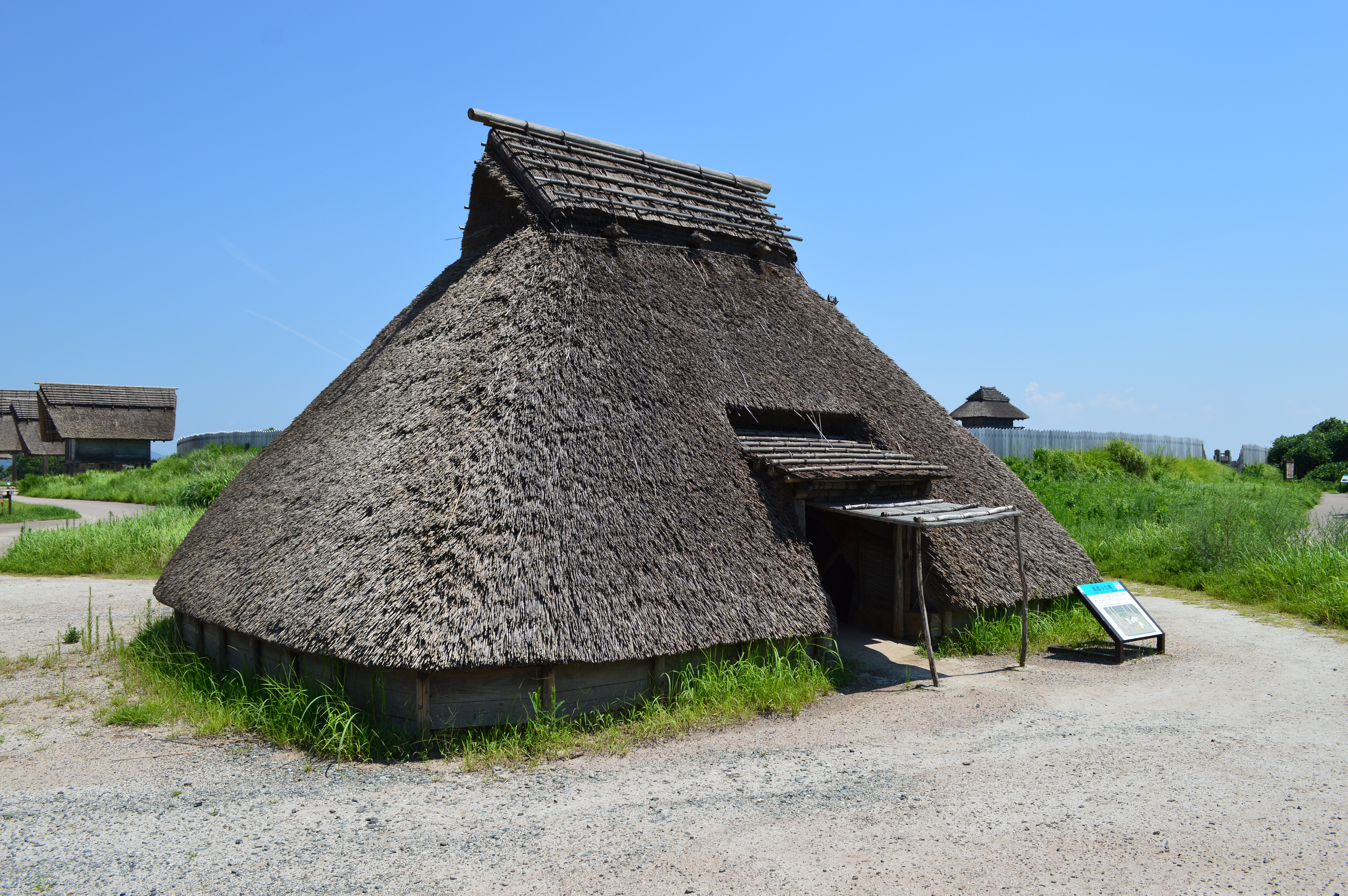

수혈주거(竪穴住居)는 지면에 구덩이를 깊이 파고 평면을 만들어 그 위에 천막이나 지붕을 만든 주거를 말한다. 구석기시대 후기부터 출현했다. 주거 안에는 노(爐)가 만들어졌다.
남러시아의 코스텐키 유적(솔류트레기)의 주거 흔적은 모양이 부정형이며, 주거의 배치도 불규칙하다. 메소포타미아의 하수나기에도 수혈주거가 영위되었다.
신석기시대 이후의 수혈은 원형·타원형·구석이 둥근 규칙적인 모양이며, 취락을 형성한다. 수혈의 바닥에는 기둥구멍을 팠고 지붕은 원추형으로 입혀졌다.
수혈은 주거 이외에 창고나 제사를 지내는 장소로서도 이용되었으며 철기시대에 들어와서도 만들어졌다.

## 같이 보기
- 복토건축
- 키바
- 팬트리
- 목골조